# Methylnonafluor-n-butylether
Methylnonafluor-n-butylether gehört zu den Hydrofluorethern. Die Verbindung ist gering toxisch, kaum in Wasser löslich, nicht brennbar, nicht flüchtig und nicht ozonschädigend (Ozonabbaupotential 0), hat aber einen Treibhauseffekt.

## Verwendung
Seit dem Verbot der Fluorchlorkohlenwasserstoffe findet es als Reinigungsmittel in der Elektronik und Optik Anwendung. Es hat einen Kauri-Butanol-Wert (Lösekraft) von 10. Außerdem wird die Verbindung für dielektrische Tests, in der Automobilindustrie, als Schmiermittel und in Kosmetika eingesetzt.
Laut Angaben der chemischen Industrie handelt es sich bei Methylnonafluor-n-butylether um eine von 256 PFAS mit kommerzieller Relevanz aus der OECD-Liste von 4730 PFAS.

### Kühlmittel
Methylnonafluor-n-butylether wird im Gemisch mit Methylnonafluor-iso-butylether (2-(Difluormethoxymethyl)-1,1,1,2,3,3,3-heptafluorpropan) als Kühlmittel (R-7100) eingesetzt. Das Gemisch hat einen Dampfdruck von 64.600 Pa (bei 25 °C), ist mit etwa 0,06 g·l−1 (25 °C) schwer löslich in Wasser und weist ein Treibhauspotential von 587 (100 Jahre) auf.